# Riu de Cerdanya
Riu de Cerdanya là một đô thị trong tỉnh Lérida, cộng đồng tự trị Cataluña Tây Ban Nha. Đô thị Riu de Cerdanya có diện tích là 12,36 ki-lô-mét vuông, dân số năm 2009 là 111 người với mật độ 8,98 người/km². Đô thị Riu de Cerdanya có cự ly km so với tỉnh lỵ Lérida.